# Mithraeum de Riegel
Le mithraeum de Riegel est un mithraeum situé à Riegel am Kaiserstuhl (Arrondissement d'Emmendingen) dans le land de Bade-Wurtemberg en Allemagne
,.

## Historique
La présence d'un camp romain vers la moitié du Ier siècle apr. J.-C. fut attesté lors de fouilles archéologiques. Un vicus s'établit à côté de celui-ci.
Un autel votif, avec une inscription faisant référence au culte de Mithra, fut découvert en 1932 et des fouilles confirmèrent cette hypothèse. Cette pierre mesure 1,20 m de haut, 0,35 m de large et 0,47 m de profondeur. Elle porte l'inscription :
« DEO INVICTO / VICTOR / ABASCANDENU(S) / D(E)VO(TIVS) D(ONO) D(EDIT) »
« Victor, esclave et représentant de l'esclave impérial Abascantus, dédie cette pierre d'offrande au dieu invaincu »
Ce n'est qu'en 1974 que les Monuments Historiques du Bade-Wurtemberg dégagèrent le sanctuaire. Il n'en subsiste que les bases des murs réalisés en pierre.

## Description
La reconstitution proposée respecte rigoureusement les données des fouilles.

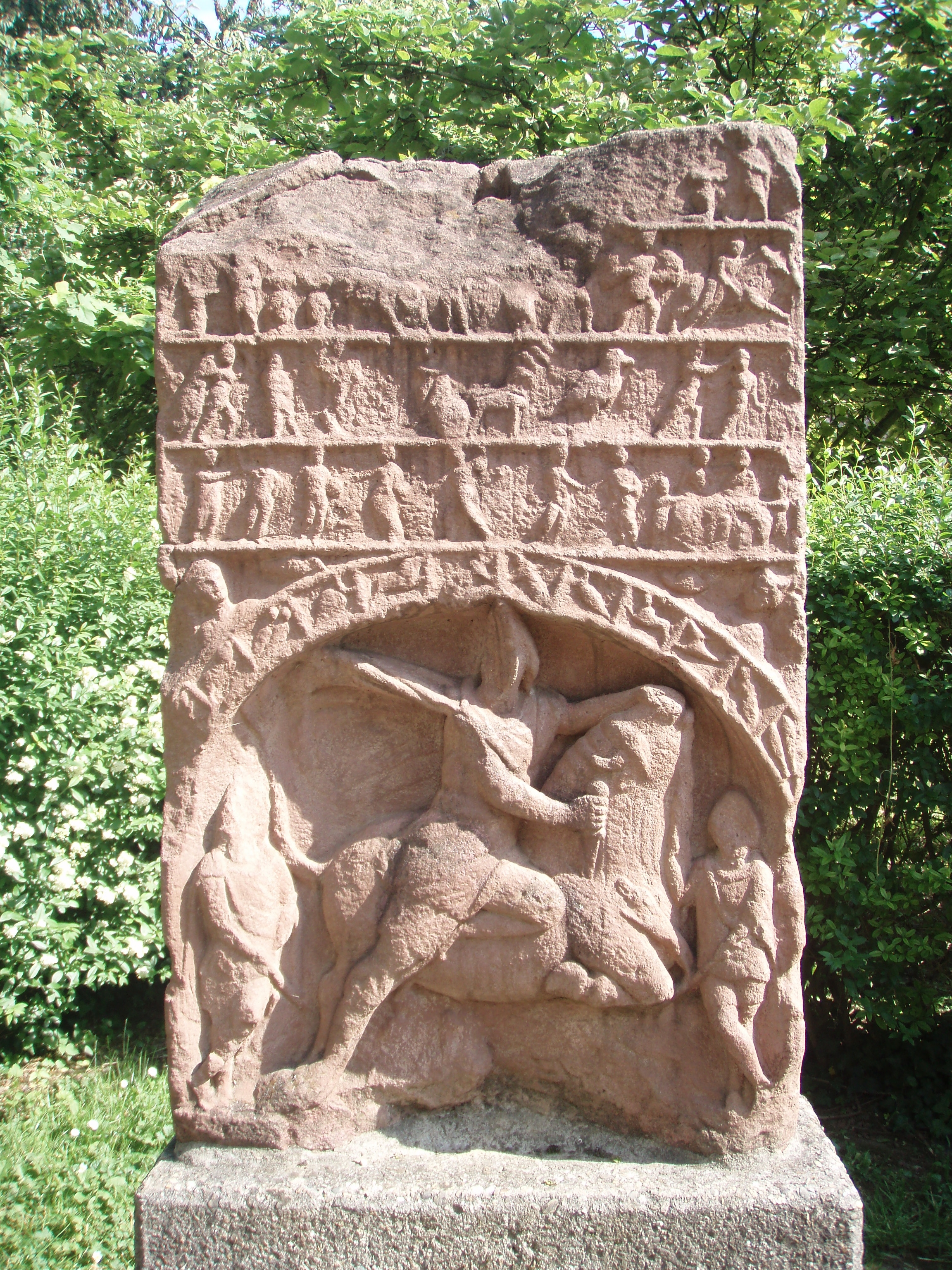
Copie de la pierre cultuelle de Rückingen.

Le sanctuaire est de construction simple, mais conserve la forme habituelle de ce type d'édifice tel qu'on le trouve en Italie. Il forme un rectangle de 9,10 m de long sur 6,40 m de large, avec une niche quadrangulaire à l'ouest. Le soubassement en grès supporte une élévation en bois et terre. Un escalier descend dans un vestibule aux murs de planches, devant la porte du temple, qui occupe toute la largeur mais n'a que 2,50 m de profondeur. Une porte et quelques marches conduisent à la spelunca, la salle où se réunissaient les adeptes. La cella (allée centrale) conduit à la niche de la Tauroctonie. Des estrades, de chaque côté de l'allée centrale, servaient de siège aux  fidèles pour le banquet rituel. Devant la niche du sanctuaire se trouvait l'autel votif en pierre.
Une copie du relief cultuel retrouvé à Rückingen, quartier d'Erlensee (Land de Hesse), exposé au musée de Hanau (Museum Schloss Steinheim (de)), a été placé sur le site.

### Objets découverts lors des fouilles
Dans le vestibule furent retrouvées une collection de céramiques cultuelles ainsi qu'une épée dont la forme particulière suggère qu'elle était utilisée lors de cérémonies : la lame était courbée en demi-cercle au milieu de sa longueur (lorsque le cou d'un homme passait dans cette courbe, l'épée pouvait donner l'impression de percer la gorge). Dans la salle du culte furent retrouvés deux petits autels en pierre et, à l'extérieur, une collection de brûle-parfums, encore empilés les uns dans les autres, et plusieurs lampes à huile ont été retrouvés près de la porte.

## Galerie

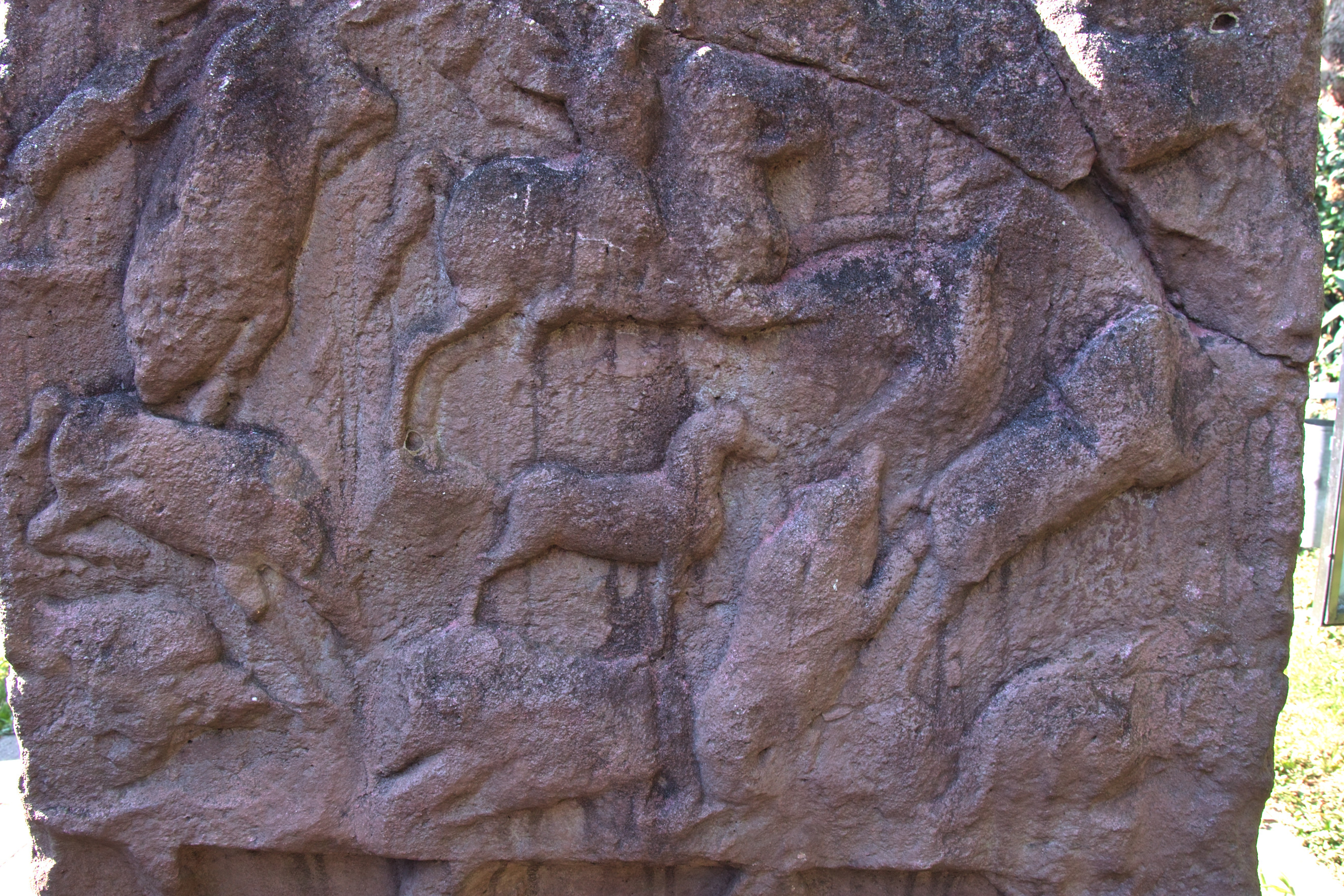
Stèle de Riegel (moitié supérieure arrière)
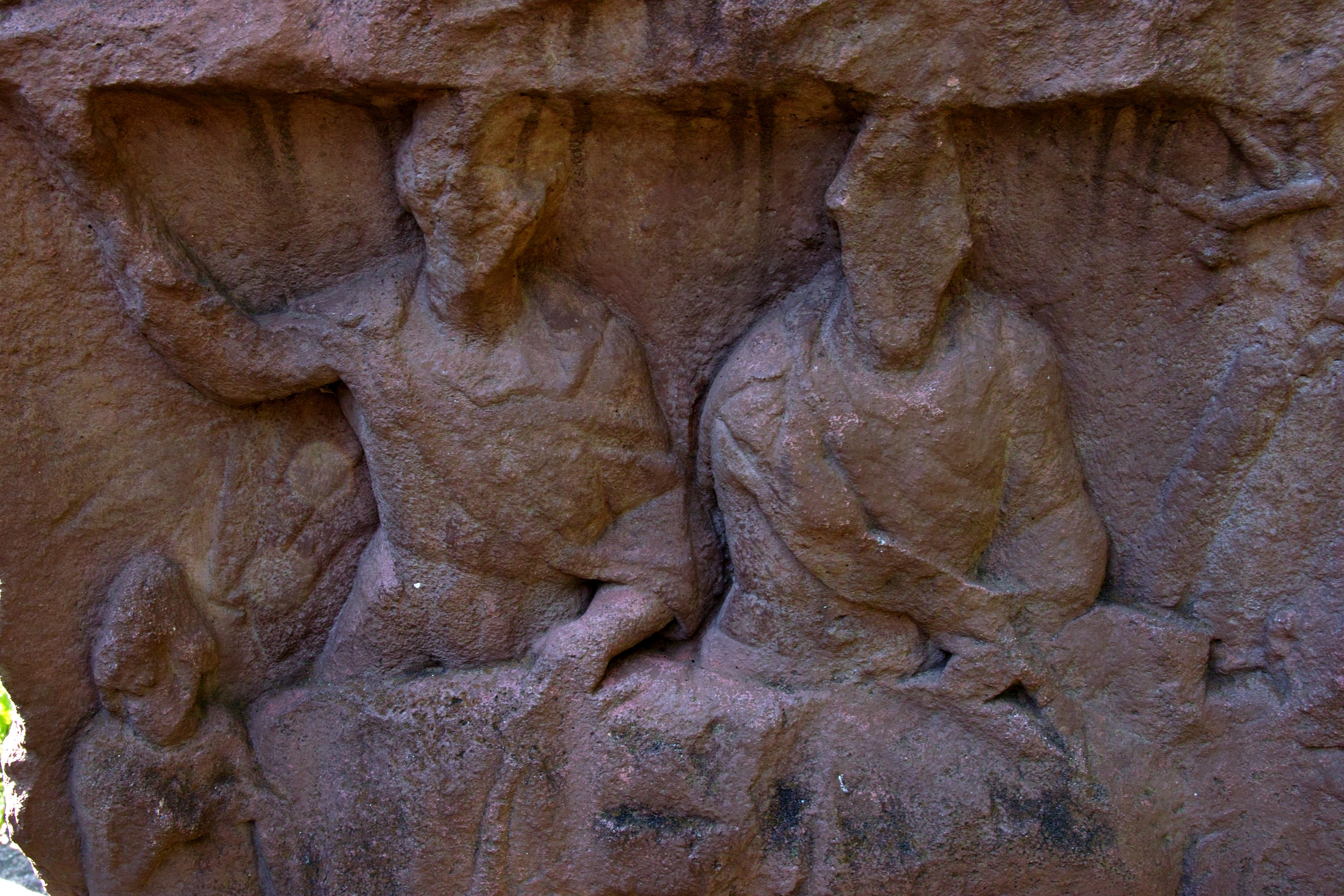
Stèle de Riegel (moitié inférieure arrière)